# Sterculia rugosa
Sterculia rugosa là một loài thực vật có hoa trong họ Cẩm quỳ. Loài này được R.Br. miêu tả khoa học đầu tiên năm 1844.